# Eyedea
Eyedea o Oliver Hart, pseudonimo di Micheal David Larsen (Saint Paul, 9 novembre 1981 – Saint Paul, 16 ottobre 2010), è stato un rapper statunitense.

## Biografia
Era un campione di battaglie di freestyle e cantautore di Saint Paul, Minnesota.
Larsen era apparso come artista solista sotto lo pseudonimo di Oliver Hart, e come metà MC del duo Eyedea & Abilities (insieme all'amico e collaboratore di lunga data DJ Abilities). È stato firmato per la prima volta con l'etichetta hip-hop indipendente di Slug, Rhymesayers Entertainment, prima di fondare la sua etichetta discografica Crushkill Recordings.

## Carriera
Eyedea è entrato per la prima volta nella scena hip-hop combattendo contro altri presentatori in importanti competizioni di freestyle. Le vittorie degne di nota includevano una vittoria a Scribble Jam (1999) e la Blaze Battle televisiva sponsorizzata da HBO (2000), ospitata da KRS-One. Dopo la vittoria, ha vinto un'impressionante parte di denaro, ma gli è stata anche offerta una quota più alta se avesse firmato un contratto discografico con il magnate dell'hip hop P. Diddy, a cui ha rifiutato, aiutando invece a costruire Rhymesayers Entertainment da zero.
Notevoli punti vendita hip-hop hanno etichettato Eyedea come un pioniere del freestyle. Eyedea ha pubblicato numerosi album insieme a DJ Abilities in cui i due si sono esibiti sotto il nome di duo "Eyedea & Abilities". Nel 2001, Eyedea & Abilities pubblicarono il loro album di debutto in studio First Born, che includeva il loro singolo di successo "Big Shots".
Il singolo è stato successivamente scelto per apparire su Pro Skater 4 di Tony Hawk. Nel 2004, Eyedea & Abilities pubblicarono il loro secondo album in studio intitolato E&A, che includeva i singoli "Paradise" e "Man vs Ape". Nel luglio 2009, Eyedea & Abilities hanno pubblicato il loro terzo e ultimo album in studio chiamato By the Throat, che è stato seguito da valutazioni positive molto acclamate. Nel 2014, Eyedea si è classificata al secondo posto nella Top 25 dei "più grandi presentatori di freestyle di tutti i tempi" di Abbey Magazine.

## Morte
Il 16 ottobre 2010, Eyedea è morto nel sonno nel suo appartamento di Saint Paul. È stato trovato morto da sua madre Kathy, secondo un amico. La causa della morte è stata rilasciata il 18 novembre 2010 ed è stata giudicata un incidente, a causa della depressione respiratoria causata da derivati degli oppiacei, secondo l'ufficio del medico legale della contea di Ramsey. I farmaci specifici trovati nel sistema di Larsen non sono stati rilasciati al pubblico.

## Battaglie Rap
| Anno | Evento                 | Avversario         | Risultato | Osservazioni             |
| ---- | ---------------------- | ------------------ | --------- | ------------------------ |
| 1998 | Scribble Jam           | Slug               | Perdita   |                          |
| 1999 | Scribble Jam           | Unseen             | Vincita   |                          |
| 1999 | Scribble Jam           | Optimus Prime      | Vincita   |                          |
| 1999 | Scribble Jam           | Otherwize          | Vincita   |                          |
| 1999 | Scribble Jam           | P.E.A.C.E.         | Vincita   | vinto il torneo          |
| 2000 | Rocksteady Anniversary | PackFM             | Vincita   |                          |
| 2000 | Rocksteady Anniversary | Immortal Technique | Vincita   | vinto il torneo          |
| 2000 | HBO Blaze Battle       | Ali Vegas          | Vincita   |                          |
| 2000 | HBO Blaze Battle       | E-Dub              | Vincita   |                          |
| 2000 | HBO Blaze Battle       | RK                 | Vincita   |                          |
| 2000 | HBO Blaze Battle       | Shells             | Vincita   | vinto il torneo          |
| 2000 | Scribble Jam           | Propane            | Vincita   |                          |
| 2000 | Scribble Jam           | Brother Ali        | Perdita   |                          |
| 2001 | Cactus Club            | Mic T              | Nessuno   | verdetto sconosciuto     |
| 2004 | Scribble Jam           | Murs               | Nessuno   | battaglia ingiustificata |

## Discografia

### Album da solista
- First Born (2001) (con DJ Abilities, come Eyedea & Abilities)
- The Many Faces of Oliver Hart, or: How Eye One the Write Too Think (2002) (come Oliver Hart)
- E&A (2004) (Eyedea & Abilities)
- This Is Where We Were (2006) (con Face Candy)
- By the Throat (2009) (Eyedea & Abilities)
- Waste Age Teenland (2011) (Face Candy)
- Grand's Sixth Sense (2011) (con DJ Abilities, come Sixth Sense)

EPs
- The Whereabouts of Hidden Bridges (2000) (con Oddjobs)
- The Some of All Things, or: The Healing Power of Scab Picking (2006) (con Carbon Carousel)
- Duluth Is the Truth (2009)
- When in Rome, Kill the King (2010) (come Micheal Larsen)
- Freestyles (2010)

Mixtapes
- E&A Road Mix (2003) (Eyedea & Abilities)

Album dal vivo
- Birthday (I Feel Triangular) (2011) (con Guitar Party)

Singles
- "Pushing Buttons" 12" (2000) (Eyedea & Abilities)
- "Blindly Firing" 12" (2001) (Eyedea & Abilities)
- "Now / E&A Day" 12" (2004) (Eyedea & Abilities)
- "Carbon Carousel Single Series #1" (2007) (Carbon Carousel)
- "Nervous" (2007) (Carbon Carousel)

Feats
- "Best Kind" di Slug (Atmosphere) (1997)
- "Native Ones Live @ The Entry" di Atmosphere nella Headshot: Vol. 6: Industrial Warfare (1998)
- "Monster Inside" di Anomaly nella Howle's Book (1998)
- "Savior?" di Sole, Slug e Eyedea nella Music for the Advancement of Hip Hop (1999)
- "Embarrassed" di Sage Francis con Slug nella Sick of Waging War (2001)
- "Gotta Love Em" di Slug & Eyedea con DJ Murge Search and Rescue (2002)
- "The Stick Up" di Atmosphere nella "Headshots Se7en" (2002)
- "More From June" di Deep Puddle Dynamics nella "We Aint Fessin" (2002)
- "We Aint Fessin (Double Quotes)" di Deep Puddle Dynamics nella "We Aint Fessin" (2002)
- "Miss By A Mile" di Aesop Rock, Eyedea & Slug nella We Came From Beyond, Vol 2 (2003)
- "Play Dead Til They Kill You" di Saturday Morning Soundtrack in Saturday Morning Soundtrack (2005)
- "Quality Programming" por Booka B nella Basementality (2005)
- "L-Asorbic Acid" di The Crest & Eyedea + Carnage on "Skeptic" (2005)
- "Everything's Perfect" di AWOL One in "War of Art" (2006)
- "Frisbee" di Abstract Rude (2006)
- "Dopamine" di Playaz Longue Crew nella Hype Hop (2007)
- "Thanks But No Thanks" di Sector 7G nella "Scrap Metal" (2007)
- "Head Tripping" di Kristoff Krane nella "This Will Work For Now" (2008)
- "Is It Right" di Kristoff Krane nella "This Will Work For Now" (2008)
- "Dream" di No Bird Sing nella "No Bird Sing" (2009)
- "Best Friends" di Kristoff Krane nella Picking Flowers Next To Roadkill (2010)
- "Sneak" di The Let Go in poi Morning Comes (2010)
- "Dead Wallets" con Ecid nella "Movement 4:6" (2010)
- "Rockstars Don't Apologize" di Ecid Feat. Awol One, and Kristoff Krane - "Werewolf Hologram" (2012)
- "Purest Disgust" di Debaser nella Peerless
- "Cataract Vision" di Eyenine nella Afraid to Dream
- "Perfect Medicine" di Serebe
- "Savior Self" di Sadistik con CasOne, Kristoff Krane, e Alexipharmic
- "Thorns" di Aesop Rock, Slug, & Eyedea
- "Chemical Burns" di Sadistik nella Ultraviolet (2014)